# Шенорхис
Шенорхис (лат. Schoenorchis) — род многолетних эпифитных травянистых растений семейства Орхидные.
Включает около 26 видов, распространённых в Шри Ланке, континентальной тропической Азии, Индонезии и на островах Тихого океана.
Род не имеет устоявшегося русского названия, в русскоязычных источниках обычно используется научное название Schoenorchis.

## Этимология
От греч. "тростник", "камыш" и "орхидея" (по форме листьев).

## Систематика
Три секции.
Pumila. Отличается от других следующими морфологическими особенностями: 
листья черепитчато-налегающие друг на друга, отчетливо двурядно расположенные, толстые, мясистые, глубокожелобчатые, около 1 см длиной; стебель прямостоячий, 1-3 см в длину, соцветие не ветвистое. Виды: Schoenorchis fragrans, Schoenorchis tixieri …
Schoenorchis. Листья цилиндрические; соцветие простое, короткое, по длине не превышает листья; шпорец цилиндрическией, на верхушке часто немного утолщённый, длиннее губы. Виды: Schoenorchis micrantha… 

В настоящее время некоторые виды этой секции перенесены в роды Seidenfadeniella и Cleisostomopsis.
Racemosae. Листья плоские, иногда мясистые, утолщённые, на верхней поверхности продольно желобчатые, в поперечном сечении треугольные; соцветие длинное, ветвящееся, длиннее листьев, шпорец мешковидный, конусовидный или почти сферический, короче губы или равен ей по длине. Виды: Schoenorchis gemmata …

## Виды

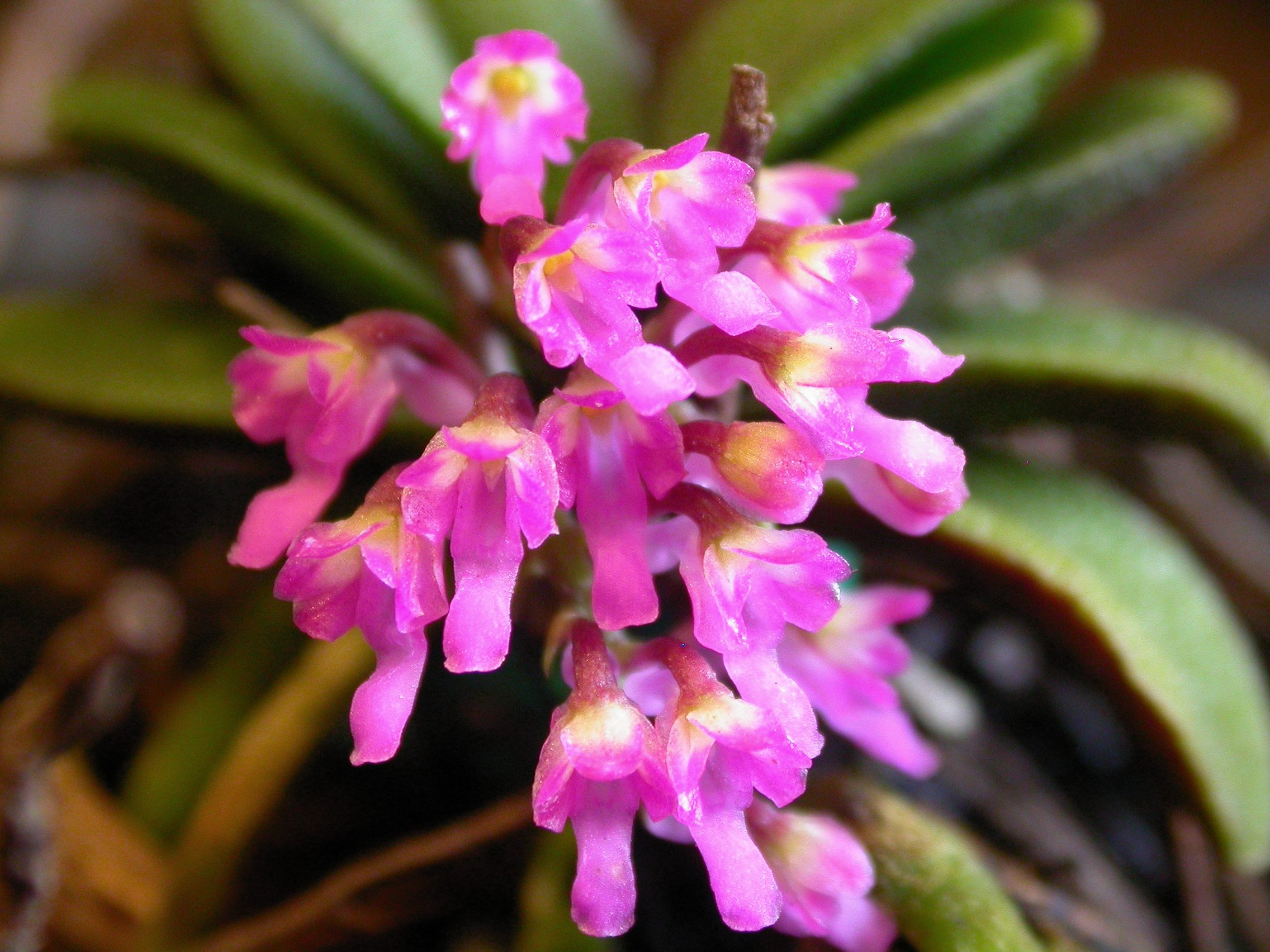
Schoenorchis fragrans

Виды приводятся по Checklist Королевских ботанических садов в Кью:
- Schoenorchis aurea (Ridl.) Garay, 1972
- Schoenorchis brevirachis Seidenf., 1992
- Schoenorchis buddleiflora (Schltr. & J.J.Sm.) J.J.Sm., 1912
- Schoenorchis endertii (J.J.Sm.) Christenson & J.J.Wood, 1990
- Schoenorchis fragrans (C.S.P.Parish & Rchb.f.) Seidenf. & Smitinand, 1963
- Schoenorchis gemmata (Lindl.) J.J.Sm., 1912
- Schoenorchis hainanensis (Rolfe) Schltr., 1913
- Schoenorchis jerdoniana (Wight) Garay, 1972
- Schoenorchis juncifolia Reinw. ex Blume, 1825
- Schoenorchis latifolia (C.E.C.Fisch.) C.J.Saldanha, 1974
- Schoenorchis manilaliana M.Kumar & Sequiera, 2000
- Schoenorchis manipurensis Pradhan, 1978
- Schoenorchis micrantha Reinw. ex Blume, 1825
- Schoenorchis minutiflora (Ridl.) J.J.Sm., 1912
- Schoenorchis nivea (Lindl.) Schltr., 1913
- Schoenorchis pachyacris (J.J.Sm.) J.J.Sm., 1912
- Schoenorchis pachyglossa (Lindl.) Garay, 1972
- Schoenorchis paniculata Blume, 1825
- Schoenorchis sarcophylla Schltr., 1913
- Schoenorchis secundiflora (Ridl.) J.J.Sm., 1912
- Schoenorchis seidenfadenii Pradhan, 1978
- Schoenorchis subulata (Schltr.) J.J.Sm., 1912
- Schoenorchis sumatrana J.J.Sm., 1917
- Schoenorchis tixieri (Guillaumin) Seidenf., 1975
- Schoenorchis tortifolia (Jayaw.) Garay, 1972
- Schoenorchis vanoverberghii Ames, 1915

## Охрана исчезающих видов
Все виды рода Schoenorchis входят в Приложение II Конвенции CITES. Цель Конвенции состоит в том, чтобы гарантировать, что международная торговля дикими животными и растениями не создаёт угрозы их выживанию.

## В культуре
Температурная группа от умеренной до тёплой в зависимости от экологии вида. 

Посадка в пластиковые и керамические горшки, корзинки для эпифитов или на блок.